# 한국노병회
한국노병회(韓國勞兵會)는 1922년 중국 상하이(上海)에서 군인 양성·한국 독립군 사기진작 및 독립군 자금조달을 목적으로 결성된 일제강점기 한국의 항일독립운동단체를 말한다.

## 참고자료
- 국사편찬위원회